# East Montpelier (Vermont)
East Montpelier – jednostka osadnicza w Stanach Zjednoczonych, w stanie Vermont, w hrabstwie Washington.